# Липівка (Черняховський район)
Липівка (рос. Липовка) — селище Черняховського району, Калінінградської області Росії. Входить до складу Калузького сільського поселення.
Населення —  376 осіб (2015 рік). 

## Населення
| 2002 | 2010 |
| ---- | ---- |
| 401  | ↘376 |